# 博尔奈
博尔奈（法語：Bornay，法語發音：[bɔʁnɛ]）是法国汝拉省的一个市镇，属于隆斯勒索涅区。

## 地理
博尔奈（46°36'52"N, 5°33'18"E）面积6.76 平方千米，位于法国勃艮第-弗朗什-孔泰大區汝拉省，该省份为法国东部内陆省份，北起上索恩省，西北接科多尔省，西临索恩-卢瓦尔省，南至安省，东与杜省和瑞士接壤。
与博尔奈接壤的市镇（或旧市镇、城区）包括：穆瓦龙、热吕日、拉沙约斯、库尔贝特、马科尔奈、韦尔南图瓦。

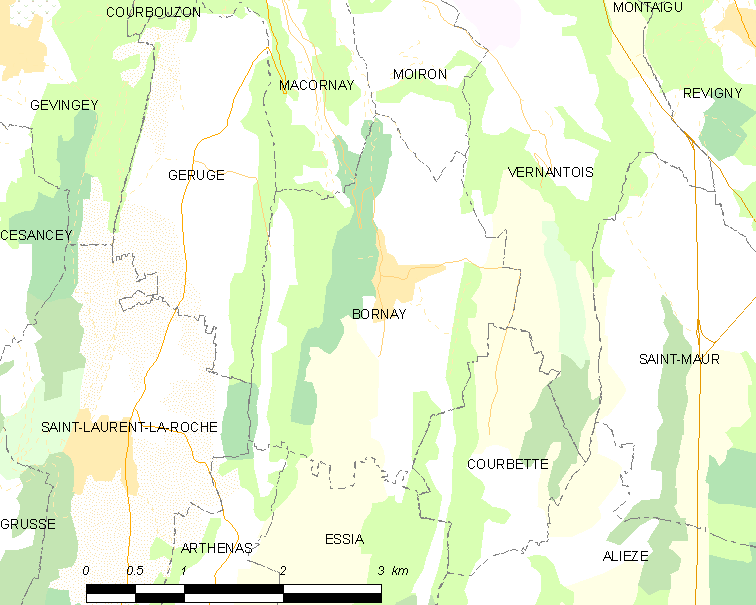
博尔奈的OSM定位图

博尔奈的时区为UTC+01:00、UTC+02:00（夏令时）。

## 行政
博尔奈的邮政编码为39570，INSEE市镇编码为39066。

## 政治
博尔奈所属的省级选区为隆斯勒索涅第二县。

## 人口

1962-2008年间博尔奈人口变化图示

博尔奈于2022年1月1日时的人口数量为182人。